# Southdown (Nouvelle-Zélande)
Southdown est une banlieue industrielle de la cité d’Auckland, située dans l’île du Nord de la Nouvelle-Zélande.

## Municipalités limitrophes
C’est le siège de la gare de Southdown (en) (actuellement fermée).

## Activités économiques
La principale industrie de la banlieue était l’ancienne Southdown Freezing Works, qui faisait partie d’une grande zone industrielle située près de la ligne ferroviaire de la ligne principale de l’île du Nord (en).
Les bâtiments furent désaffectés durant les années 1980 et 1990, libérant de vastes terrains qui ont été réaménagés sous forme de parc de bureaux.
Pendant de nombreuses années, les abattoirs situés à cet endroit ont déversé de grandes quantités de déchets non traités dans le port de Manukau. 
Cela a eu un effet néfaste sur l’écologie du port, qui pourtant au début du XXe siècle, était un endroit réputé et attrayant pour nager, naviguer, pécher et ramasser des coquillages. 
Pendant la plus grande partie du XXe siècle, le port a représenté un danger pour la santé, et ses coquillages ont certainement été une source probable d'intoxications alimentaires.
Depuis que les usines de congélation ont complètement fermées en 1981, la qualité de l’eau s’est nettement améliorée.
La piste cyclable de Waikaraka (en) se termine au bout de Hugo Johnston Drive, à côté de l'ancienne centrale de Southdown (en).
La Southdown Reserve, située à proximité (en face de l'ancienne centrale de Southdown), est fermée au public depuis mars 1999, après que des ouvriers y ont trouvé des matériaux contenant de l’amiante.
Hugo Johnston Drive est le site d'une décharge historique de 2,5 ha d’amiante-ciment utilisée par la société James Hardie Industries (en) de 1938 à 1983.